# Street Fighter Alpha
Street Fighter Alpha: Warriors' Dreams, известная в Японии также под названием Street Fighter Zero (яп. ストリートファイター ZERO Сутори: то Фаита: Дзеро, при разработке имела название Street Fighter Legends) — мультиплатформенная видеоигра в жанре файтинга из серии Street Fighter, изначально разработанная и выпущенная компанией Capcom для аркадных автоматов (система CPS-2) в 1995 году, и отсюда позднее портированная на различные домашние платформы. SFA: Warriors' Dreams стала первой оригинальной игрой серии, вышедшей после релиза в 1991 году оригинальной Street Fighter II и нескольких её апдейтов.
В Street Fighter Alpha ввела в серию несколько новых особенностей, характерных для последующих частей линейки Alpha, в частности, более проработанную по сравнению с Super Street Fighter II Turbo энергетическую шкалу, возможность воздушного блока и контратаки из блока, а также характерный графический стиль, очень близкий по духу к играм серии Darkstalkers. Сюжетно SFA и основанная на ней линейка игр составляет собой интерквел, являясь одновременно сиквелом первой Street Fighter и приквелом Street Fighter II, и соответственно, помимо некоторых вернувшихся из второй части бойцов, сюда попали некоторые персонажи первой части, а также два гостевых персонажа из Final Fight и несколько абсолютно новых.

## Геймплей
Как и прежде, Street Fighter Alpha представляет собой двухмерный файтинг с шестикнопочной схемой управления, при которой удары конечностями (по три на удары ногами и руками) распределены между собой по силе и скорости. Игрок управляет одним из бойцов (который, как правило владеет определённым набором базовых и специальных атак) против компьютера либо другого игрока.

### Режимы игры
В домашних версиях Street Fighter Alpha игроку предлагается четыре основных режима игры:
- Arcade Mode (аркадный режим) — стандартный для большинства игр жанра режим, в котором игрок поочередно сражается с определённым набором противников. Последним соперником в этом режиме является босс, который может быть разным для некоторых бойцов.
- Versus Mode — игра против другого игрока
- Training Mode — режим тренировки, в котором игрок может задавать различные параметры поведения оппонента и отрабатывать на нём свои приёмы.
- Dramatic Battle Mode (рус. режим драматической битвы) — секретный режим боя двух на одного, основанный на финальной битве Рю и Кена (под управлением двух игроков) с Байсоном из полнометражного фильма по Street Fighter II (в японской аркадной версии использовалась инструментальная версия темы битвы из фильма, «Itoshisa To Setsunasa To Kokoro Tsuyosato», позднее заменённая в последующих частях серии стандартной темой Байсона).

### Боевая система
Одной из специфических черт игры стала модифицированная энергетическая шкала, разделённая на три деления (в отличие от Super Street Fighter II Turbo, где энергетическая шкала не была разделена). По мере заполненности шкалы, игрок может задействовать суперприёмы (которые, как и в Super Turbo, называются Super Combo); мощность использованного суперприёма определяется количеством кнопок атаки, нажатых при вводе. Например, если при вводе была нажата одна кнопка атаки, то будет задействован суперприём первого уровня; если были нажаты две — второго, если же все три — третьего.
В дополнение к суперприёмам, в игру было введено понятие особой контратаки из блока, называемой в игре Alpha Counter (буквально с англ. — «альфа-контратака», Zero Counter в японских версиях). Каждый персонаж имеет по одному Alpha Counter. При срабатывании, контратака сопровождается характерными звуком и анимацией. Также, Alpha Counter при выполнении поглощает один уровень энергетической шкалы.
Также в игре имеются две новые базовые механики, известные как Air Blocking (с англ. — «блокирование в воздухе») и Chain Combo (с англ. — «цепные комбо», также известны как Alpha Combos либо Zero Combos). Первая техника, как и следует из названия, заключается в возможности блокировать удары соперника, находясь в воздухе. Вторая же — в способности отменить анимацию одного базового приёма (нормала) в другой, эквивалентный ему по мощности, либо более мощный. В дополнение к доступной в Super Street Fighter II возможности восстановиться в нейтральное положение в случае броска (так называемое рекавери) появилась возможность выполнения аналогичной техники при падении наземь.

### Режимы боя
В домашних версиях игры игроку после выбора бойца предлагается выбрать два стиля боя, называемые «Normal» и «Auto». «Auto» отличается от «Normal» автоматической защитой от ограниченного числа атак соперника (если игрок оказался во время выполнения атаки). «Auto»-режим также предлагает возможность задействовать суперприём, одновременно нажав кнопки равносильного удара рукой и ногой, но за счёт ограниченной до одного уровня энергетической шкалы.

## Персонажи
Street Fighter Alpha включает в себя 13 персонажей, из которых 10 доступны для выбора с самого начала, тогда как оставшиеся 3 являются секретными, доступными для игры посредством случайного выбора (так называемой «рулетки») либо после ввода специального кода, специфического для каждого секретного бойца.
В число вернувшихся персонажей, помимо Рю (сэйю Катаси Исидзука), Кена (сэйю Тэцуя Иванага), Чунь Ли (сэйю Юко Миямура) и Сагата (сэйю Синъитиро Мики), вошли также Бёрди и Адон (сэйю Ватару Такаги) из оригинального Street Fighter 1987 года, в Alpha впервые ставшие играбельными персонажами.
Помимо вышеозначенных, в состав персонажей были включены два персонажа из серии Final Fight: Гай (сэйю Тэцуя Иванага) — один из трёх главных героев (наряду с Майком Хаггаром и Коди) и Содом (сэйю Ватару Такаги) — один из боссов в первой игре этой же серии.
Полностью же новыми являются три персонажа: Чарли Нэш (яп. チャーリー ナッシュ Тя:ри: Нассю, сэйю Тосиюки Морикава) — боевой товарищ и наставник Гайла, пользующийся теми же техниками, что и последний, и Роуз (яп. ローズ Ро:дзу, сэйю Юко Миямура) — гадалка из Генуи, таинственным образом связанная с Байсоном и использующая в бою энергию под названием Силы души (яп. ソウルパワー Со:ру Пава:, англ. Soul Power).
В число же секретных персонажей вошло три босса, среди которых М. Байсон и Акума (сэйю Томомити Нисимура) вернулись из подсерии Street Fighter II; Байсон служит боссом аркадного режима для половины персонажей; Акума же, как и в Super Turbo, выступает альтернативным боссом, появляющимся при выполнении определённых условий. Помимо них, в игре впервые появляется Дан Хибики (сэйю Осаму Хосои) — боец-самоучка из Гонконга, стремящийся отомстить Сагату за гибель отца; по совместительству, он служит насмешкой Capcom над соперничавшей с ней в то время компанией SNK. Игрок может сразиться с Даном при прохождении аркадного режима, выполнив определённые условия.

## Версии для домашних платформ
- Изначально игра была портирована с аркадных автоматов на приставки PlayStation и Sega Saturn. Обе версии включали аранжированный саундтрек с возможностью выбора между ним и оригинальным саундтреком, а также все вышеупомянутые режимы игры. Позднее, версия игры для PlayStation была выпущена для сервиса PlayStation Network в 2008 году.[3] Также, на версии для PlayStation базируется компьютерная версия, выпущенная в 1998 году.
- Версия для CPS Changer была выпущена для почтового заказа в 1996 году в Японии и была полностью идентична аркадному оригиналу, за исключением наличия аранжированного саундтрека с отсутствием звуковых эффектов, что свидетельствует о том, CPS Changer была создана на основе системы CPS-1, тогда как аркадный оригинал игры базировался на системе CPS-2.
- Версия для портативной приставки Game Boy Color, разработанная студией Crawfish Interactive и выпущенная в 1999 году, имела сниженный уровень графики ввиду технических ограничений приставки и наличие только синглплеера.
- Оригинальная Street Fighter Alpha и её сиквелы были позже выпущены в составе компиляции Street Fighter Alpha Anthology, вышедшей для PlayStation 2 (ниже). Версия игры, вошедшая в компиляцию, помимо присутствовавших в портах для PlayStation и Saturn режимов игры, включала режим игры на выживание и режим драматической битвы. Последний режим отличается от аналогичного в аркадном оригинале возможностью выбора любого доступного бойца для игры в этом режиме и сражении с группой четырёх компьютерных противников (Адон, Сагат, Байсон и Акума), а не только Рю и Кена против Байсона. Кроме того, игрок может включить в опциях игры функцию отмены базового или специального приёма в суперприём (Super Cancel).

## Оценки в игровой прессе
| Сводный рейтинг                    | Сводный рейтинг |
| Агрегатор                          | Оценка |
| ---------------------------------- | --- |
| MobyRank                           | 86 % (PlayStation) 86 % (Sega Saturn) |
| Иноязычные издания                 | |
| Издание                            | Оценка |
| CVG                                | 96 % |
| EGM                                | 36,5 / 40 (PlayStation) |
| Famitsu                            | 27 / 40 (PlayStation) 80 % (Sega Saturn) |
| GameFan                            | 300 / 300 (PlayStation) 283 / 300 (Sega Saturn) |
| Game Informer                      | 8 / 10 (Sega Saturn) |
| GamePro                            | 5 / 5 (PlayStation) 4,5 / 5 (Sega Saturn) |
| Play (UK)                          | 93 % (PlayStation) |
| Maximum                            | · (PlayStation) · (Sega Saturn) |
| Mean Machines Sega                 | 94 % |
| Sega Saturn Magazine               | 93 % (Sega Saturn) |
| PlayStation: The Official Magazine | 8 / 10 (PlayStation) |
| GamesMaster                        | 93 % (PlayStation) 92 % (Sega Saturn) |
| Награды                            | |
| Издание                            | Награда |
| Gamest Awards (1995)               | «Лучшая игра» (4-е место), «Лучший файтинг» (4-е место), «Лучшая постановка» (2-е место), «Лучшая графика» (6-е место), «Лучшая музыка» (7-е место) |
| Electronic Gaming Monthly          | «Игра месяца» |
| GameFan                            | «Игра месяца» |

Журнал Electronic Gaming Monthly дал игре (в версии для PlayStation) награду «Игра месяца»; рецензенты этого журнала, также как и из GamePro и Maximum, похвалили игру за полное соответствие контенту аркадной версии, хотя некоторыми из них было отмечено неприятно большое время загрузки. В GamePro игра была названа «лучшим аргументом в пользу того, что PlayStation — не только полигоны», тогда как Maximum восприняли игру как «следующий логический шаг на пути развития самого популярного файтинга всех времён». Рецензенты были также удовлетворены вводом новых механик.
Рецензенты журнала Sega Saturn Magazine, оценивая версию игры для Sega Saturn, комментируют: «Графика великолепна, звук великолепен, играется всё, несомненно, очень хорошо, и игра может удерживать у себя весьма долго даже без наличия другого игрока». Однако, они отмечают, что игру затмила собой вышедшая в то же время X-Men: Children of the Atom, и из двух игр игроки скорее выберут последнюю.

## Наследие

### Продолжения
К игре было выпущено два сиквела — Street Fighter Alpha 2 в 1996 году и Street Fighter Alpha 3 в 1998 году. Как и оригинальная игра, обе они изначально вышли на аркадных автоматах и позднее были выпущены на различных домашних платформах, также получив различные апдейты. Позже, все три игры были выпущены в комплекте компиляции Street Fighter Alpha Anthology для приставки PlayStation 2.

### Прочая продукция
Манга, созданная Масахико Накахирой по мотивам оригинальной Alpha и Alpha 2, была опубликована в журнале Gamest в 1995—1996 годах и позднее была адаптирована на английский язык издательством UDON в 2007 году
Также, к игре было выпущено две анимационных адаптации: Street Fighter Alpha: The Animation в 1999 году и Street Fihgter Alpha: Generations в 2005 году.